# Summerfest

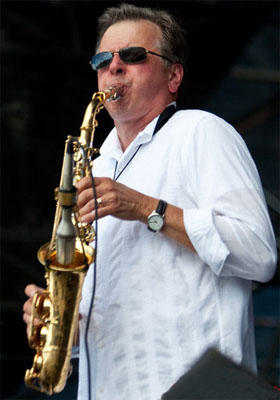
Warren Wiegratz, un saxofonista en el evento Summerfest, julio del 2009

El Summerfesti es un festival de música anual de los Estados Unidos. Allí se reúnen artistas famosos y pequeños grupos locales de varios estilos, alternativos, bluegrass, pop, country, metal, jazz, reggae, rock, r&b, y música hispana. El festival tiene el título “The World’s Largest Music Festival” o El festival de música más grande del mundo según Guiness Worlds Records. El evento suele reunir a unas 900.000 personas.
Está situado frente al lago Míchigan en la ciudad de Milwaukee en estado de Wisconsin. Atrae personas de todos los lugares de Estados Unidos y dispone de once plataformas como son Summerfest Rock, Cascio Interstate, U.S Cellular Connection, Potowatomi/Johnson Controls, Tiki Hut, Miller Lite Oasis, Refugee, Marcus Amphitheater, Harley-Davidson, Briggs & Stratton Big Backyard, y BMO Harris Pavilion.
Este festival de música es un evento de once días que usualmente empieza en los últimos días de junio y termina en julio.

## Historia
La idea surgió de Henry Maier, alcalde en los años setenta, tras visitar Munich, Alemania, donde se estaba celebrando el Oktoberfest. La primera edición fue en 1968. En 1970, fue relocalizado a un lugar de 15 acres al frente del lago donde antes había emplazamientos de misiles. Además, en el año 1970 se añadió un logo con una cara feliz en rojo que todavía es usado actualmente.  El logo fue creado por Noel Spangler. name=[santiago]